# تاپانیلا
تاپانیلا (به فنلاندی: Tapanila) یک منطقهٔ مسکونی در فنلاند است که در هلسینکی واقع شده‌است. تاپانیلا ۱٫۴۶ کیلومتر مربع مساحت و ۵٬۴۷۴ نفر جمعیت دارد.